# Городничий, Леонид Иванович
Леонид Иванович Городничий (1911—1985) — советский военачальник, контр-адмирал (18.2.1958), подводник. Участник Великой Отечественной войны.

## Биография

Подводная лодка «C-102» Северного флота СССР

После окончания в 1933 году Ленинградского морского техникума (ныне Государственная морская академия имени адмирала С. О. Макарова) штурманский класс получил специальность штурмана дальнего плавания. С того же года — на службе в Военно-морском флоте РККА СССР.
В 1935 прошёл штурманский класс специальных курсов командного состава ВМС РККА, а в 1939 — специальные курсы командного состава при Учебном Краснознамённом отряде подводного плавания имени С. М. Кирова (УКОПП).
С 1935 служил на подводных лодках ВМС РККА — командиром штурманской боевой части Л-1 «Ленинец». В 1935—1938 — дивизионный штурман 1-й бригады подводных лодок Краснознамённого Балтийского Флота ВМФ СССР. С 1938 — помощник командира подводной лодки Л-3 «Фрунзевец», с 1939 — подлодки Щ-317.
В сентябре 1939 года назначен командиром подводной лодки «Щ-302», на которой служил до март 1941 года. В марте—июле 1941 — командир строящейся подлодки «К-53». Командир подводной лодки, совершившей переход по Беломорско-Балтийскому каналу на Северный флот (1941).
С 31 июля 1941 по 17 октября 1945 в звании капитан-лейтенанта командовал подводной лодкой С-102, на которой в составе Северного флота участвовал в сражениях в годы Великой Отечественной войны. Участвовал в 14 боевых походах. 14 января 1942 осуществил успешную атаку одновременно по двум целям, уничтожив два тральщика из состава конвоя. На боевом счету подлодки потопление 6000-тонного транспорта в районе мыс Нордкин — мыс Слетнес Тана-Фьорда во второй половине января 1944 года. Участник неоднократных высадок разведгрупп в тылу противника. Организатор потопления 3 транспортов противника.
В 1948 году окончил основной факультет Военно-морской академии РККА им. К. Е. Ворошилова и морское отделение военно-морского факультета Высшей военной академии им. К. Ворошилова (1954, с золотой медалью).
После окончания войны в 1948—1952 занимал различные должности в Главном оперативном управлении Морского Генерального Штаба; в 1954—1955 был заместителем командира — начальником штаба Рижской военно-морской базы, в 1955—1962 — служил начальником Оперативного управления, 1-м заместителем (1955—1960), заместителем (1960—1962) начальника штаба Северного флота. Внёс большой вклад в то, чтобы Северный флот стал атомным, ракетоносным и океанским.
В 1962—1965 был начальником направления Оперативного управления Главного штаба ВМФ, начальником секции Морского научного комитета Главного штаба ВМФ (1965—1966). С 1966 по 1971 год — в Научно-техническом комитете ВМФ.
С июня 1971 года — в запасе.
Похоронен на Химкинском кладбище.

## Награды
- орден Красного Знамени (трижды 1942, 1944, 1953),
- орден Отечественной войны I степени (1985),
- орден Красной Звезды (1949),
- медаль «За боевые заслуги» (1944),
- медаль «За победу над Германией в Великой Отечественной войне 1941—1945 гг.» (1945),
- медали,
- именное оружие (1961).